# Alberta Rönne
Alberta Christina Rönne, född 22 maj 1859, död 1 juni 1942 i Stockholm, var en svensk skolföreståndare, lärare och tecknare.
Hon var dotter till Christian Albert Rønne och Marie Nicoline Meldal. Rönne var anställd som lärare vid Elementarskolan för flickor i Landskrona samtidigt med Selma Lagerlöf. Ett starkt vänskapsband knöts mellan de båda och Rönne prydde Lagerlöfs poesialbum med ett antal nätta teckningar. Under åren 1886–1889 bodde Selma Lagerlöf hos Rönnes mor. Hon flyttade till Stockholm 1891 där hon blev föreståndare för en hushållsskola. Hennes brev till Selma Lagerlöf frisläpptes 1990 medan breven från Selma Lagerlöf till stora delar är förstörda.